# Melinnopsis atlantica
Melinnopsis atlantica är en ringmaskart som beskrevs av McIntosh 1885. Melinnopsis atlantica ingår i släktet Melinnopsis och familjen Ampharetidae. Inga underarter finns listade i Catalogue of Life.